# Amphiglossus astrolabi
Amphiglossus astrolabi — вид ящірок родини ящіркових (Lacertidae). Ендемік Мадагаскару.

## Поширення і екологія
Amphiglossus astrolabi поширені на сході острова Мадагаскар. Вони живуть у вологих тропічних лісах, поблизу водойм, на висоті від 70 до 850 м над рівнем моря. Ведуть денний спосіб життя, можуть пірнати і плавати під водою.